# 克吕皮
克吕皮（法語：Crupies，法語發音：[kʁypi]）是法国德龙省的一个市镇，属于迪镇区。

## 地理
克吕皮（44°33'14"N, 5°10'22"E）面积13.16 平方千米，位于法国奥弗涅-罗讷-阿尔卑斯大区德龙省，该省份为法国东南部内陆省份，北起顺时针与伊泽尔省、上阿尔卑斯省、上普罗旺斯阿尔卑斯省、沃克吕兹省和阿尔代什省接壤。
与克吕皮接壤的市镇（或旧市镇、城区）包括：布尔多、布维耶尔、奥尔西纳、韦斯克。

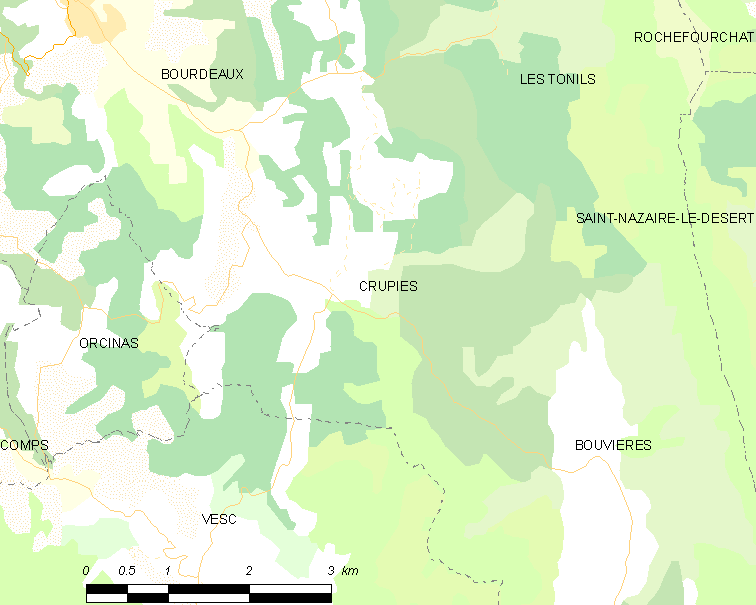
克吕皮的OSM定位图

克吕皮的时区为UTC+01:00、UTC+02:00（夏令时）。

## 行政
克吕皮的邮政编码为26460，INSEE市镇编码为26111。

## 政治
克吕皮所属的省级选区为迪约勒菲县。

## 人口

1962-2008年间克吕皮人口变化图示

克吕皮于2022年1月1日时的人口数量为97人。